# Leptostylus
Leptostylus är ett släkte av skalbaggar. Leptostylus ingår i familjen långhorningar.

## Bildgalleri

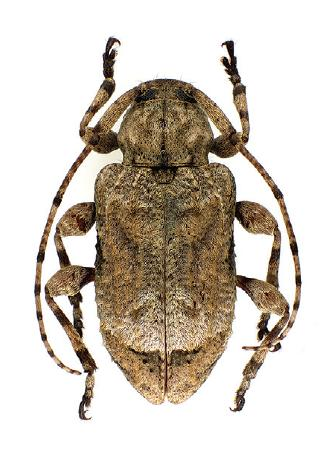

## Dottertaxa tillLeptostylus, i alfabetisk ordning[1]
- Leptostylus albagniri
- Leptostylus albicinctus
- Leptostylus angulicollis
- Leptostylus annulipes
- Leptostylus arciferus
- Leptostylus armatus
- Leptostylus asperatus
- Leptostylus aspiciens
- Leptostylus batesi
- Leptostylus bruesi
- Leptostylus calcarius
- Leptostylus castaneovirescens
- Leptostylus cineraceus
- Leptostylus corpulentus
- Leptostylus cretatellus
- Leptostylus cristulatus
- Leptostylus dealbatus
- Leptostylus decipiens
- Leptostylus diffusus
- Leptostylus dubitans
- Leptostylus faulkneri
- Leptostylus fernandezi
- Leptostylus fuligineus
- Leptostylus gibbulosus
- Leptostylus gibbus
- Leptostylus gnomus
- Leptostylus heticus
- Leptostylus hilaris
- Leptostylus hispidulus
- Leptostylus illitus
- Leptostylus incertus
- Leptostylus jolyi
- Leptostylus latifasciatus
- Leptostylus lazulinus
- Leptostylus leucanthes
- Leptostylus leucopygus
- Leptostylus lilliputanus
- Leptostylus lividus
- Leptostylus macrostigma
- Leptostylus metallicus
- Leptostylus nigritus
- Leptostylus nordestinus
- Leptostylus notaticollis
- Leptostylus obliquatus
- Leptostylus obscurellus
- Leptostylus ochropygus
- Leptostylus orbiculus
- Leptostylus ovalis
- Leptostylus palliatus
- Leptostylus paraleucus
- Leptostylus paulus
- Leptostylus perniciosus
- Leptostylus petulans
- Leptostylus phrissominus
- Leptostylus pilula
- Leptostylus plautus
- Leptostylus pleurostictus
- Leptostylus plumeoventris
- Leptostylus poeyi
- Leptostylus pseudocalcarius
- Leptostylus pulcherrimus
- Leptostylus pygialis
- Leptostylus quintalbus
- Leptostylus retrorsus
- Leptostylus sagittatus
- Leptostylus scudderi
- Leptostylus seabrai
- Leptostylus signaticauda
- Leptostylus sleeperi
- Leptostylus spermovoratis
- Leptostylus spiculatus
- Leptostylus subfurcatus
- Leptostylus transversus
- Leptostylus triangulifer
- Leptostylus trigonus
- Leptostylus viridescens
- Leptostylus viridicomus
- Leptostylus viriditinctus
- Leptostylus xanthopygus
- Leptostylus x-griseus
- Leptostylus zonatus